# God's Army
God's Army är en amerikansk film från 1995 i regi av Gregory Widen.

## Handling
Det pågår ett krig mellan änglarna i himlen. Ärkeängeln Gabriel (Christopher Walken) försöker lägga beslag på en ond själ, tillhörande den nyligen avlidne överste Hawthorne, för att kunna vinna kriget. Han möter motstånd från bland andra ängeln Simon (Eric Stoltz) och av Lucifer (Viggo Mortensen).

## Om filmen
Den version som getts ut i Sverige och även andra länder är en något annorlunda version gentemot den amerikanska då den förstnämnda har en annan öppningsscen, scenen där den första ängeln faller ner till jorden är kortare samt exorcismscenen i slutet av filmen saknar specialeffekter.
God's Army fick fyra uppföljare: The Prophecy 2 (heter Profetian - Djävulens sändebud i Sverige), The Prophecy 3 - The Ascent, Prophecy: Uprising och Prophecy: Forsaken. Titelsättningen präglas alltså av en viss inkonsekvens. 
Christopher Walken återvände till rollen som ängeln Gabriel i de två första uppföljarna. Denna film regisserades av Gregory Widen som även skrev manuset till filmen, han är även krediterad i uppföljarna men då endast för grundberättelsen samt rollerna påbörjad i den första filmen.

## Rollista (i urval)
- Christopher Walken - Ärkeängeln Gabriel
- Elias Koteas - Thomas Daggett
- Virginia Madsen - Katherine Henley
- Eric Stoltz - Ängeln Simon
- Viggo Mortensen - Lucifer
- Amanda Plummer - Rachael
- Adam Goldberg - Jerry